# Kristen Visbal
Kristen Visbal (Montevideo, 3 de diciembre de 1962) es una escultora uruguaya radicada en Lewes, Delaware, Estados Unidos.
Se especializa en la antigua técnica de moldeo a la cera perdida. Visbal nació en Montevideo, Uruguay, donde su padre estadounidense trabajaba como diplomático para el United States Foreign Service. Asistió a la Universidad de Arizona en Tucson, la Universidad de Maryland en Baltimore y la Universidad de Salisbury, graduándose como bachiller en esta última en 1995.
Su obra más reconocida de arte público es Fearless Girl (2017), instalada temporalmente en el parque Bowling Green del Distrito Financiero de Manhattan. Es una figura de bronce de 1,27 m y 1,300 mm de espesor, que representa a una niña que mira desafiante al Toro de Wall Street, símbolo del poder financiero de Wall Street. Visbal dijo sobre su obra "La pieza tiene un punzante poder femenino".

## Obras seleccionadas
- The Goddess of the Sea, una sirena con dos delfines enmarcada en agua, Myrtle Beach, Carolina del Sur.[5][6][7]
- The Cradle of Coaches (2009-2011 y 2014), una serie de diez estatuas de tamaño real de entrenadores de fútbol americano (Thomas Van Voorhis, Carmen Cozza, Weeb Ewbank, Paul Dietzel, Red Blaik, Paul Brown, Bo Schembechler, Ara Parseghian, John Pont, John Harbaugh) en el campus de la Universidad de Miami en Oxford, Ohio.[8][9][10]
- In Search of Atlantis (2009), una niña nadando con una tortuga verde, Atlantic Beach, Florida.[11][12]
- The American Cape (2004), estatua de 3.76 m de Alexander Hamilton en Hamilton, Ohio; la capa de Hamilton representa la bandera estadounidense que en ese entonces tenía 13 estrellas.[13][14]
- Sea Express (2003), un hombre montando un delfín mular, Jacksonville Beach, Florida.[15][16]
- Passing the Torch (2002), una estatua del atleta olímpico Bob Hayes, Jacksonville, Florida; Hayes viste su equipo de los juegos olímpicos de 1964 y lleva la antorcha olímpica.[17][18][19]
- Girl Chasing Butterflies (1998), oficina central de Merrill Lynch en Plainsboro, Nueva Jersey, y una versión revisada (2005) Hershey Gardens, Pensilvania.[20]